# 대중 집회
대중 집회(popular assembly) 또는 인민 총회(people's assembly)는 참여자들에게 중요한 문제를 다루기 위해 소집된 모임이다. 집회는 자유롭게 참여하고 직접 민주주의로 운영되는 경향이 있다. 어떤 집회는 특정 지역의 사람들이고, 어떤 집회는 특정 직장, 산업 또는 교육 기관의 사람들이고, 다른 집회는 특정 문제를 다루기 위해 소집된다.
이 용어는 대표 민주주의 체제에서 민주주의적 결함의 영향이 무엇인지 참가자들이 느끼는 바를 다루는 집회를 설명하는 데 자주 사용된다. 때때로 집회는 대체 권력 구조를 형성하기 위해 만들어지고, 다른 때는 다른 형태의 정부와 협력한다.

## 정부로서

### 아테네
아테네 민주주의에서 에클레시아는 모든 남성 시민으로 구성된 집회였다.

## 같이 보기
- 로마 공화국 민회
- 로마 민회